# Forêt domaniale de Gérardmer ouest (La Morte Femme, Faignes de Noir Rupt)
Forêt domaniale de Gérardmer ouest (La Morte Femme, Faignes de Noir Rupt) este o arie protejată (sit de importanță comunitară — SCI) din Franța întinsă pe o suprafață de 1.011 ha, integral pe uscat.

## Localizare
Centrul sitului Forêt domaniale de Gérardmer ouest (La Morte Femme, Faignes de Noir Rupt) este situat la coordonatele 48°03′39″N 6°48′12″E / 48.06083°N 6.80333°E.

## Înființare
Situl Forêt domaniale de Gérardmer ouest (La Morte Femme, Faignes de Noir Rupt) a fost declarat arie specială de conservare în baza directivei 92/43 din 1992 referitoare la conservarea habitatelor naturale și a faunei și florei sălbatice pentru a proteja 2 specii de animale.

## Biodiversitate
Situată în ecoregiunea continentală, aria protejată conține 5 habitate naturale: Mlaștini împădurite, Turbării active, Mlaștini turboase de tranziție și turbării mișcătoare, Păduri de fag Luzulo-Fagetum, Păduri acidofile de Picea de la nivel montan la nivel alpin (Vaccinio-Piceetea).
La baza desemnării sitului se află mai multe specii protejate de  mamifere (2): râs eurasiatic (Lynx lynx), liliac comun (Myotis myotis).
Pe lângă speciile protejate, pe teritoriul sitului au mai fost identificate 4 specii de plante, 1 specie de păsări, 4 specii de mamifere, 3 specii de nevertebrate.